# مجلس النواب الأمريكي
مجلس النواب الأمريكي (بالإنجليزية: United States House of Representatives)‏ هو المجلس الأدنى في الهيئة التشريعية الوطنية للولايات المتحدة التي تتكون من مجلس النواب ومجلس الشيوخ.
تم تحديد تكوين المجلس بموجب المادة الأولى من دستور الولايات المتحدة. يتألف مجلس النواب من ممثلين يجلسون في دوائر الكونغرس المخصصة لكل ولاية على أساس عدد السكان كما تم قياسه بواسطة التعداد السكاني في الولايات المتحدة مع حق كل منطقة في الحصول على ممثل واحد كحد أدنى. ومنذ إنشائها في عام 1789 تم انتخاب جميع الممثلين بشكل مباشر، حيث تم تحديد عدد الممثلين المصوتين بموجب القانون 435 ممثلاً. بالإضافة إلى ذلك، يوجد حاليًا ستة أعضاء لا يحق لهم التصويت، وبذلك يصل إجمالي أعضاء مجلس النواب الأمريكي إلى 441  أو أقل مع وجود مناصب شاغرة. اعتبارًا من تعداد 2010 أكبر وفد هو وفد ولاية كاليفورنيا حيث يمثل الولاية 53 ممثلاً، بينما تملك سبع ولايات ممثل واحد فقط وهي : ألاسكا وديلاوير ومونتانا ونورث داكوتا وساوث داكوتا وفيرمونت ووايومنغ .
مجلس النواب مكلف بإقرار التشريعات الفيدرالية وبعد موافقة مجلس الشيوخ عليها يتم إرسالها إلى الرئيس للنظر فيها. ويتمتع مجلس النواب أيضًا بصلاحيات حصرية: فهو يباشر جميع مشروعات قوانين الإيرادات ويعزل المسؤولين الفيدراليين وينتخب الرئيس إذا لم يحصل أي مرشح على أغلبية الأصوات في الهيئة الانتخابية. يجتمع مجلس النواب في الجناح الجنوبي لمبنى الكابيتول الأمريكي .
ينتخب رئيس مجلس النواب من قبل أعضائه (وبالتالي فهو تقليديًا زعيم حزب الأغلبية).

## التاريخ
بموجب وثائق الكونفدرالية كان كونغرس الكونفدرالية هيئة ذات مجلس واحد مع تمثيل متساوٍ لكل ولاية، ويمكن لأي منها الاعتراض على معظم الإجراءات، وبعد ثماني سنوات من الحكومة الكونفدرالية المحدودة بموجب الوثائق، بدأ العديد من القادة السياسيين مثل جيمس ماديسون وألكسندر هاملتون المؤتمر الدستوري في عام 1787، والذي حصل على موافقة الكونغرس الكونفدرالي على «تعديل مواد الاتحاد». وقد وافقت جميع الولايات باستثناء ولاية رود آيلاند على إرسال مندوبين.

تمثيل جميع الأحزاب السياسية كنسبة مئوية في مجلس النواب بمرور الوقت

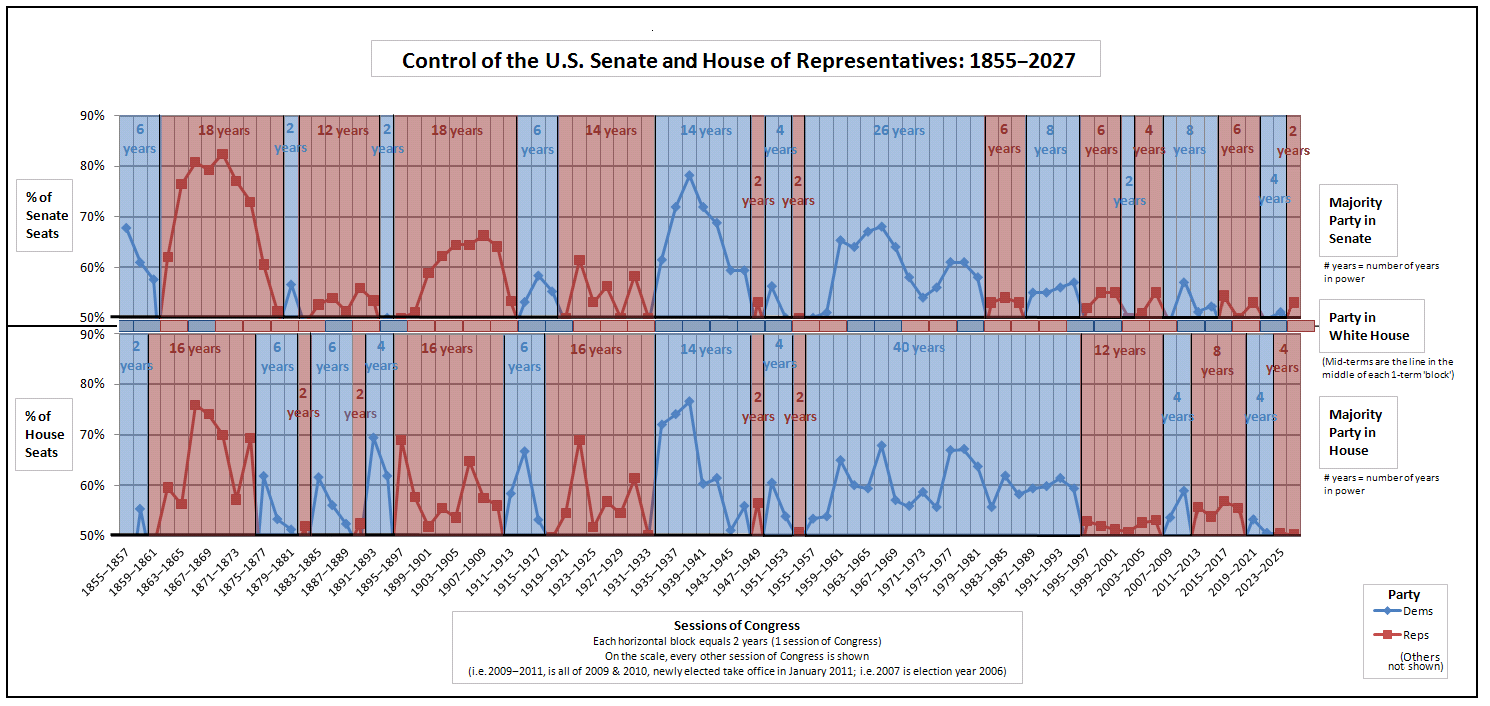
رسم بياني تاريخي لسيطرة الحزب على مجلسي الشيوخ والنواب وكذلك الرئاسة

كانت بنية الكونغرس قضية خلافية بين المؤسسين خلال المؤتمر، فقد دعت خطة فرجينيا لإدموند راندولف إلى مؤتمر من مجلسين: وهما مجلس النواب الذي ينتخب مباشرة من قبل شعب الولايات المتحدة ويمثل الرأي العام، ومجلس أعلى أكثر تداولية، ينتخب من قبل مجلس النواب وذلك من شأنه أن يمثل الولايات الفردية وسيكون أقل عرضة للتغيرات في المشاعر الجماعية.
يشار البيت عادة باسم المجلس الأدنى ومجلس الشيوخ باسم المجلس الأعلى على الرغم من أن دستور الولايات المتحدة لا تستخدم هذه المصطلحات، حيث أن موافقة المجلسين ضرورية لتمرير التشريعات. وقد حظيت خطة فيرجينيا بدعم مندوبين من ولايات كبيرة مثل فيرجينيا وماساتشوستس وبنسلفانيا، حيث دعت إلى التمثيل على أساس عدد السكان. ومع ذلك فضلت الولايات الأصغر خطة نيوجيرسي، التي دعت إلى كونغرس من مجلس واحد مع تمثيل متساوٍ للولايات.
في النهاية وصلت الاتفاقية إلى تسوية كونيتيكت أو التسوية الكبرى والتي بموجبها سيوفر مجلس واحد للكونجرس (مجلس النواب) تمثيلًا متناسبًا مع عدد سكان الولايات، بينما يوفر الآخر (مجلس الشيوخ) تمثيلًا متساويًا بين الولايات. وقد تم التصديق على الدستور من قبل العدد المطلوب من الولايات (تسعة من أصل 13) في عام 1788، ولكن تم تحديد تنفيذه في 4 مارس 1789، حيث بدأ المجلس عمله في الأول من أبريل عام 1789 عندما حقق النصاب القانوني لأول مرة.
خلال النصف الأول من القرن التاسع عشر كان مجلس النواب في نزاع متكرر مع مجلس الشيوخ حول القضايا الخلافية الإقليمية بما في ذلك العبودية وكان الشمال أكثر كثافة سكانية من الجنوب وبالتالي سيطر على مجلس النواب. ومع ذلك لم يكن لدى الشمال مثل هذه الميزة في مجلس الشيوخ حيث ساد التمثيل المتساوي للولايات.
وقد كان الصراع الإقليمي أكثر وضوحًا حول قضية العبودية. ويعد «شرط ويلموت» من أهم الصراعات بين المجلسين حيث أيده مجلس النواب مرارًا وتكرارًا بينما منعه مجلس الشيوخ، الذي سعى إلى حظر العبودية في الأرض المكتسبة خلال الحرب المكسيكية الأمريكية، واستمر الصراع على العبودية وقضايا أخرى حتى الحرب الأهلية (1861-1865)، والتي بدأت بعد وقت قصير من محاولة العديد من الولايات الجنوبية للانفصال عن الاتحاد، وبلغت الحرب ذروتها بهزيمة الجنوب وإلغاء العبودية. استقال جميع أعضاء مجلس الشيوخ الجنوبيين باستثناء أندرو جونسون من مقاعدهم في بداية الحرب وبالتالي لم يحتفظ مجلس الشيوخ بتوازن القوى بين الشمال والجنوب خلال الحرب.
وشهدت سنوات إعادة الإعمار التي تلت ذلك أغلبية كبيرة للحزب الجمهوري وهو ما ربطه العديد من الأمريكيين بانتصار الاتحاد في الحرب الأهلية وإنهاء العبودية، وانتهت فترة إعادة الإعمار حوالي عام 1877، فيما اتسمت الحقبة التي تلت ذلك والمعروفة باسم العصر الذهبي بانقسامات سياسية حادة في جمهور الناخبين، حيث كان لكل من الحزب الديمقراطي والحزب الجمهوري أغلبية في مجلس النواب في أوقات مختلفة.

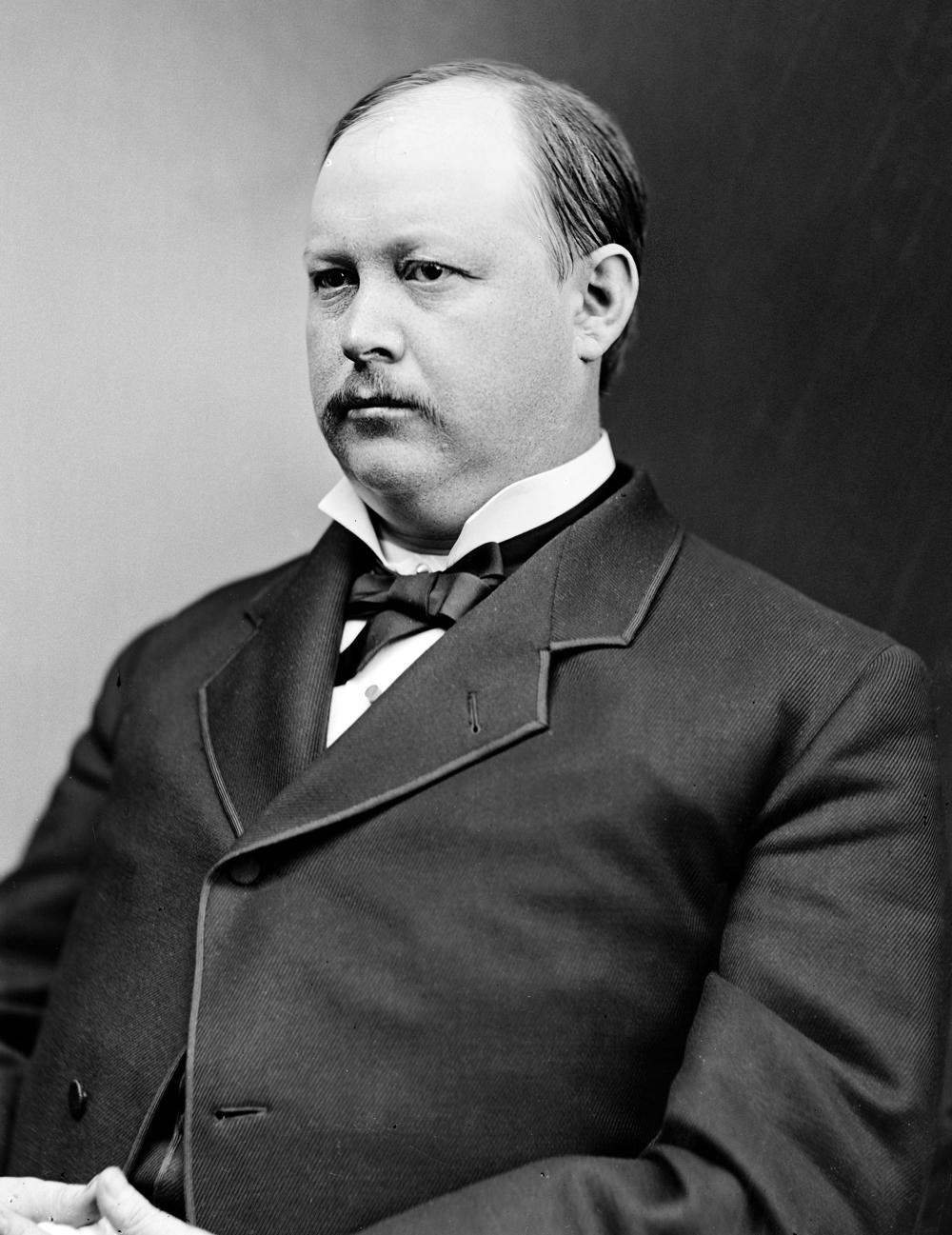
رئيس مجلس النواب الجمهوري توماس براكيت ريد (1895-1899)

شهدت أواخر القرن التاسع عشر وأوائل القرن العشرين زيادة كبيرة في قوة المتحدث باسم مجلس النواب، وقد بدأ صعود تأثير المتحدث في تسعينيات القرن التاسع عشر، في عهد الجمهوري توماس براكيت ريد. حيث حاول «القيصر ريد» كما كان يلقب أن يضع وجهة نظره موضع التنفيذ «أفضل نظام هو أن يكون هناك حزب واحد يحكم ويراقب الطرف الآخر»، كما تطور الهيكل القيادي لمجلس النواب خلال نفس الفترة تقريبًا، حيث تم إنشاء مناصب زعيم الأغلبية وزعيم الأقلية في عام 1899. وبينما كان زعيم الأقلية هو زعيم حزب الأقلية، ظل زعيم الأغلبية خاضعًا لرئيس مجلس النواب، وقد وصلت المنصة إلى ذروتها في عهد الجمهوري جوزيف جورني كانون (1903-1911). حيث تضمنت صلاحيات رئيس مجلس النواب رئاسة لجنة القواعد المؤثرة والقدرة على تعيين أعضاء لجان المجلس الأخرى. ولاحقاً تم تقليص هذه السلطات في «ثورة 1910» بسبب جهود الديمقراطيين والجمهوريين الذين عارضوا تكتيكات كانون القاسية.
سيطر الحزب الديمقراطي على مجلس النواب أثناء إدارة الرئيس فرانكلين روزفلت (1933-1945)، وغالبًا ما فازوا بأكثر من ثلثي المقاعد، وتناوب الديمقراطيين والجمهوريين في السلطة في أوقات مختلفة خلال العقد التالي، واحتفظ الحزب الديمقراطي بالسيطرة على مجلس النواب من عام 1955 حتى عام 1995. في منتصف السبعينيات أقر الأعضاء إصلاحات رئيسية عززت قوة اللجان الفرعية على حساب رؤساء اللجان وسمحت لقادة الأحزاب بترشيح رؤساء اللجان. وقد تم اتخاذ هذه الإجراءات لتقويض نظام الأقدمية، والحد من قدرة عدد قليل من كبار الأعضاء على عرقلة التشريعات التي لم يفضلوها. كما حدث تحول من التسعينيات إلى سيطرة حزب الأغلبية بشكل أكبر على البرنامج التشريعي. حيث نمت قوة قادة الحزب (وخاصة المتحدث) بشكل كبير. ووفقًا للمؤرخ جوليان زيليزر فإن غالبية الديمقراطيين قللوا من عدد مناصب الموظفين المتاحة للأقلية الجمهورية، وأبقوهم خارج عملية صنع القرار وقاموا بتقسيم مناطقهم الأصلية. جادل الجمهوري نيوت غينغريتش أن الديمقراطية الأمريكية قد دمرت بسبب تكتيكات الديمقراطيين وأن الحزب الجمهوري كان عليه أن يدمر النظام قبل أن يتم إنقاذه. فيما يقول زيليزر إن التعاون في الحكم يجب أن يُنحى جانبًا إلى أن يخلعوا المتحدث رايت ويستعيدوا السلطة. قدم غينغريتش شكوى أخلاقية أدت إلى استقالة رايت في عام 1989. وحصل غينغريتش على الدعم من وسائل الإعلام وقوات الحكومة الجيدة في حملته لإقناع الأمريكيين بأن النظام على حد تعبير غينغريتش «فاسد أخلاقياً وفكرياً وروحياً». تبع غينغريتش خليفة رايت الديموقراطي توم فولي، كمتحدث بعد أن أعطت الثورة الجمهورية عام 1994 [الإنجليزية] حزبه السيطرة على مجلس النواب.
حاول غينغريتش تمرير برنامج تشريعي رئيسي وأجرى إصلاحات كبيرة في مجلس النواب، أهمها تقليص مدة رئاسة اللجان إلى ثلاث فترات مدتها سنتان. ولم يتم تمرير العديد من عناصر البرنامج إلى الكونجرس، وبعضها تم نقضها من قبل الرئيس بيل كلينتون، أو تم تغييرها بشكل كبير في المفاوضات مع كلينتون. ومع ذلك بعد سيطرة الجمهوريين في انتخابات عام 1996، اتفق كلينتون ومجلس النواب بقيادة غينغريتش على أول ميزانية فيدرالية متوازنة منذ عقود، إلى جانب خفض ضريبي كبير. فيما احتفظ الجمهوريون بمجلس النواب حتى عام 2006، عندما فاز الديموقراطيون بالسيطرة وانتخب مجلس النواب نانسي بيلوسي لاحقًا كأول رئيسة، واستعاد الجمهوريون مجلس النواب في عام 2011ء، مع أكبر تحول للسلطة منذ الثلاثينيات. ومع ذلك استعاد الديمقراطيون المجلس بعد 8 سنوات في عام 2019، والذي أصبح أكبر انتقال للسلطة إلى الديمقراطيين منذ السبعينيات.

## العضوية والمؤهلات والتوزيع

### الانتخابات

مخطط يظهر جميع مقاعد التصويت البالغ عددها 435 في مجلس النواب الحالي مجمعة حسب الولاية من الأكبر إلى الأصغر

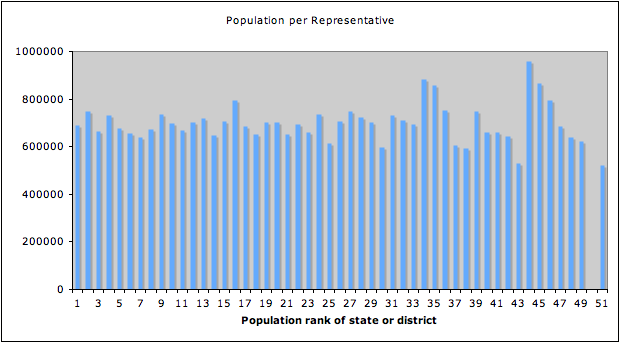
عدد السكان لكل ممثل في الولايات المتحدة مخصص لكل ولاية من الولايات الخمسين والعاصمة، مرتبة حسب عدد السكان. نظرًا لأن العاصمة (المرتبة 50) لا تحصل على مقاعد تصويت في مجلس النواب فإن شريطها غائب.

تُجرى انتخابات النواب في كل عام زوجي ويوافق يوم الانتخابات أول ثلاثاء بعد أول يوم اثنين من شهر نوفمبر، وبموجب القانون يجب انتخاب الممثلين من الدوائر ذات العضو الواحد، بعد إجراء التعداد (في سنة تنتهي بالرقم 0)، فإن السنة التي تنتهي بالرقم 2 هي السنة الأولى التي تعتمد فيها انتخابات مقاطعات مجلس النواب الأمريكي على هذا الإحصاء (مع قيام الكونغرس على أساس تلك المقاطعات التي تبدأ مدتها في يناير التالي 3).
يتم ترشيح المرشحين الحزبيين الرئيسيين في معظم الولايات لكل منطقة في الانتخابات التمهيدية الحزبية، وعادة ما تُجرى في الربيع إلى أواخر الصيف، وفي بعض الولايات يختار الحزبان الجمهوري والديمقراطي مرشحيهم لكل منطقة في مؤتمراتهم السياسية في الربيع أو أوائل الصيف، والتي غالبًا ما تستخدم الأصوات بالإجماع لتعكس إما الثقة في شاغل المنصب أو نتيجة المساومة في المناقشات الخاصة السابقة.
لا تعتبر المحاكم عمومًا أن قواعد الوصول إلى الاقتراع للمرشحين المستقلين والأطراف الثالثة مؤهلات إضافية لشغل المناصب ولا توجد قوانين فيدرالية تنظم الوصول إلى الاقتراع. نتيجة لذلك قد تختلف عملية الحصول على حق الاقتراع بشكل كبير من ولاية إلى أخرى، وفي حالة وجود طرف ثالث قد يتأثر بنتائج انتخابات السنوات السابقة.
في عام 1967 أصدر كونغرس الولايات المتحدة قانون مقاطعة الكونجرس الموحد والذي يتطلب انتخاب جميع الممثلين تقريبًا من دوائر ذات عضو واحد،  وبعد قضية ويسبيري ضد ساندرز كان الكونغرس مدفوعًا بالمخاوف من أن المحاكم ستفرض مقاطعات تعددية عامة على الولايات التي لم تعيد تقسيم الدوائر للامتثال للولايات الجديدة للمقاطعات المتساوية تقريبًا في عدد السكان، وسعى الكونجرس أيضًا إلى منع محاولات الولايات الجنوبية لاستخدام مثل هذا التصويت أنظمة تمييع تصويت الأقليات العرقية. استخدمت عدة ولايات مناطق متعددة الأعضاء في الماضي على الرغم من أن ولايتين فقط (هاواي ونيو مكسيكو) استخدمتا مقاطعات متعددة الأعضاء في عام 1967. وتم إعفاء هاواي ونيو مكسيكو من قانون منطقة الكونجرس الموحد، وهما أحرار في استخدام الدوائر متعددة الأعضاء، على الرغم من عدم اختيار أي من الولايتين القيام بذلك.
تعتبر لويزيانا فريدة من نوعها حيث تجري «انتخابات أولية» لجميع الأحزاب في يوم الانتخابات العامة مع انتخابات الإعادة بين أكبر متنافسين (بغض النظر عن الحزب) إذا لم يحصل أي مرشح على الأغلبية في الانتخابات التمهيدية، وتستخدم ولايات واشنطن وكاليفورنيا نظامًا مشابهًا (وإن لم يكن مطابقًا) للنظام المستخدم في لويزيانا.
يتم شغل المقاعد الشاغرة خلال فترة من خلال انتخابات خاصة، ما لم يكن الشاغر أقرب إلى تاريخ الانتخابات العامة التالية من الموعد النهائي المحدد مسبقًا. عادة ما تبدأ مدة العضو المختار في انتخابات خاصة في اليوم التالي أو بمجرد المصادقة على النتائج.

### المندوبين غير المصوتين
تاريخياً أرسلت العديد من المناطق مندوبين ليس لهم حق التصويت [الإنجليزية] إلى مجلس النواب، حيث تتذبذب أدوارهم على مر السنين، لكنهم اليوم يتمتعون بالعديد من الامتيازات التي يتمتع بها الأعضاء المصوتون، ولهم حق المشاركة في التصويت في اللجان، ويمكنهم تقديم مشاريع قوانين، لكن لا يمكنهم التصويت على الموافقة النهائية لمشاريع القوانين. وفي الوقت الحاضر تنتخب مقاطعة كولومبيا والأراضي الخمس المأهولة بالولايات المتحدة مندوبًا لها في مجلس النواب.
تم اقتراح مندوب سابع يمثل «أمة الشيروكي» رسميًا ولكن لم يتم تعيينه بعد،  ومن المفترض أن يمثل أمة الشوكتو «المندوب الثامن» بموجب معاهدة ولكن لم يتم اقتراحه بعد، بالإضافة إلى ذلك قد تختار بعض الأقاليم انتخاب ممثلي الظل على الرغم من أنهم ليسوا أعضاء رسميين في مجلس النواب وهم أفراد منفصلون عن مندوبيهم الرسميين.

### الشروط
يخدم الممثلون والمندوبون لمدة عامين، بينما يخدم «المفوض المقيم» (نوع من المندوبين) لمدة أربع سنوات، وتبدأ الفترة في 3 يناير بعد الانتخابات في نوفمبر، ويتطلب دستور الولايات المتحدة ملئ الشواغر في مجلس النواب بانتخابات خاصة. وتنتهي مدة العضو البديل في تاريخ انتهاء صلاحية العضو الأصلي.
يسمح الدستور للمجلس بطرد عضو بأغلبية ثلثي الأصوات، وقد تم طرد خمسة أعضاء في تاريخ الولايات المتحدة، ففي عام 1861 تم طرد ثلاثة أعضاء لدعمهم انفصال الولايات الكونفدرالية: وهم جون بولوك كلارك، وجون ويليام ريد وهنري كورنيليوس بورنيت. وتم طرد ميخائيل مايرز بعد إدانته الجنائية لقبوله رشاوى في عام 1980، وتم طرد جيمس ترافيكانت في عام 2002 بعد إدانته بالفساد.
وللمجلس أيضًا سلطة لوم أو توبيخ أعضائه رسميًا؛ ولا يتطلب لوم العضو أو توبيخه سوى أغلبية بسيطة، ولا يعزل ذلك العضو من منصبه.

## المقارنة مع مجلس الشيوخ
يتمتع مجلس الشيوخ بعدة سلطات متميزة للتحقق من السياسات الإقليمية والشعبية والمتغيرة بسرعة وعلى سبيل المثال تعتبر سلطات «المشورة والموافقة» (مثل سلطة الموافقة على المعاهدات وتأكيد أعضاء مجلس الوزراء) امتيازًا وحيدًا لمجلس الشيوخ. ومع ذلك يتمتع مجلس النواب بالسلطة الحصرية لبدء مشاريع قوانين لزيادة الإيرادات ومحاكمة المسؤولين واختيار الرئيس في حالة فشل مرشحو الرئاسة في الحصول على أغلبية أصوات المجمع الانتخابي،  ويتم التمييز أيضًا بين مجلس الشيوخ ومجلس النواب من خلال طول المدة وعدد المقاطعات الممثلة، حيث يتمتع مجلس الشيوخ بفترات أطول مدتها ست سنوات، وعدد أقل من الأعضاء، يشار إلى مجلس الشيوخ بشكل غير رسمي باسم «المجلس الأعلى»، ومجلس النواب باسم «المجلس الأدنى».

## الراتب والمزايا

### الرواتب
اعتبارا من ديسمبر 2014 يبلغ الراتب السنوي لكل عضو 174000 دولار،  وهو يعادل نفس الراتب لأعضاء مجلس الشيوخ. فيما يبلغ راتب الناطق باسم مجلس النواب الأمريكي أكثر من 223,500 دولار، وتبلغ رواتب زعيم الأغلبية وزعيم الأقلية 193.400 دولار كما قادة في مجلس الشيوخ. وتصبح زيادة تكلفة المعيشة سارية المفعول سنويًا ما لم يصوت الكونجرس على عدم قبولها، حيث يحدد الكونغرس رواتب الأعضاء، ومع ذلك فإن التعديل السابع والعشرون لدستور الولايات المتحدة يحظر التغيير في الراتب (ولكن ليس COLA) من أن يسري مفعوله حتى الانتخابات التالية لمجلس النواب بأكمله، ويحصل النواب على مزايا التقاعد بعد الخدمة لمدة خمس سنوات. يقتصر الأجر الخارجي على 15٪ من أجر الكونجرس، ويحظر أنواع معينة من الدخل التي تنطوي على مسؤولية ائتمانية أو مصادقة شخصية.

### راتب التقاعد
يتم تسجيل جميع الأعضاء تلقائيًا (بدون خيار الانسحاب) في «نظام تقاعد الموظفين الاتحادي» وهو نظام تقاعد يستخدم أيضًا لموظفي الخدمة المدنية الفيدرالية، حيث يصبح الأعضاء مؤهلين لتلقي المزايا بعد خمس سنوات من الخدمة (فترتان ونصف في البيت). ويتكون FERS من ثلاثة عناصر:
1. الضمان الاجتماعي
2. المعاش الأساسي FERS، وهو خطة معاشات شهرية بناءً على عدد سنوات الخدمة ومتوسط أعلى ثلاث سنوات من الأجر الأساسي.
3. خطة التوفير وهي خطة مساهمة محددة 401-(k) لحساب التقاعد حيث يمكن للمشاركين إيداع ما يصل إلى 19000 دولار كحد أقصى في عام 2019.

يجوز للأعضاء التقاعد بمزايا كاملة في سن 62 بعد خمس سنوات من الخدمة، وفي سن 50 بعد عشرين عامًا من الخدمة، وفي أي عمر بعد خمسة وعشرين عامًا من الخدمة. قد يتقاعدون بمزايا مخفضة في سن 55 إلى 59 بعد خمس سنوات من الخدمة. اعتمادًا على سنة الميلاد، وقد يحصلون على معاش تقاعدي مخفض بعد عشر سنوات من الخدمة إذا كانوا بين 55 و57 عامًا.

### التخفيضات الضريبية
يُسمح لأعضاء المجلس بخصم ما يصل إلى 3000 دولار من نفقات المعيشة المتكبدة سنويًا أثناء العيش بعيدًا عن منطقتهم أو ولايتهم الأصلية.

### الفوائد الصحية
قبل عام 2014، كان أعضاء الكونغرس وموظفوهم يحصلون بشكل أساسي على المزايا الصحية نفسها التي يحصل عليها موظفو الخدمة المدنية الفيدرالية؛ حيث يمكنهم التسجيل طوعًا في برنامج المزايا الصحية للموظفين الفيدراليين (FEHBP)، وهو برنامج تأمين صحي برعاية صاحب العمل، وكانوا مؤهلين للمشاركة في برامج أخرى، مثل برنامج حساب الإنفاق المرن الفيدرالي (FSAFEDS).
ومع ذلك، ينص القسم 1312 (D)(3)(D) من قانون حماية المريض والرعاية الميسرة (ACA) على أن الخطط الصحية الوحيدة التي يمكن للحكومة الفيدرالية إتاحتها لأعضاء الكونجرس وبعض موظفي الكونغرس هي تلك التي تم إنشاؤها بموجب ACA أو عرضت من خلال تبادل الرعاية الصحية، وقد أصدر مكتب إدارة شؤون الموظفين قاعدة نهائية للالتزام بالقسم 1312 (D)(3)(D). وبموجب القاعدة اعتبارًا من 1 يناير 2014 لم يعد بإمكان الأعضاء والموظفين المعينين شراء خطط FEHBP كموظفين نشطين. ومع ذلك إذا قام الأعضاء بالتسجيل في خطة صحية مقدمة من خلال برنامج تبادل الخيارات الصحية للأعمال الصغيرة (SHOP)، فسيظلون مؤهلين لمساهمة صاحب العمل في التغطية، ويمكن للأعضاء والموظفين المعينين المؤهلين للتقاعد التسجيل في خطة FEHBP عند التقاعد.
لا يؤثر قانون الرعاية الصحية الأمريكي والقاعدة النهائية على أهلية الأعضاء أو الموظفين للحصول على مزايا ميديكير. ولا تؤثر ACA والقاعدة النهائية أيضًا على أهلية الأعضاء والموظفين للحصول على مزايا صحية أخرى متعلقة بالتوظيف الفيدرالي، لذلك فإن الأعضاء الحاليين والموظفين مؤهلين للمشاركة في FSAFEDS (الذي يحتوي على ثلاثة خيارات داخل البرنامج)، وبرنامج التأمين على الرؤية والبرنامج الفيدرالي للرعاية طويلة الأمد.
يوفر مكتب الطبيب المعالج في مبنى الكابيتول الأمريكي للأعضاء الحاليين الرعاية الصحية مقابل رسوم سنوية. ويقدم الطبيب المعالج فحوصات روتينية واستشارات وتشخيصات معينة، وقد يكتب وصفات طبية (على الرغم من أنه لا يصرفها). ولا يقدم المكتب العناية بالبصر أو الأسنان.
قد يتلقى الأعضاء الحاليون (ولكن ليس من يعولونهم، وليس الأعضاء السابقون) أيضًا رعاية طبية وطارئة للأسنان في مرافق العلاج العسكرية. ولا توجد رسوم على رعاية المرضى الخارجيين إذا تم تقديمها في منطقة العاصمة الوطنية، ولكن تتم محاسبة الأعضاء بمعدلات السداد الكاملة (التي تحددها وزارة الدفاع) لرعاية المرضى الداخليين. (خارج منطقة العاصمة الوطنية، تكون الرسوم بمعدلات السداد الكاملة لكل من رعاية المرضى الداخليين والخارجيين).

### نفقات الموظفين والبريد والمكتب
أعضاء مجلس النواب مؤهلون للحصول على علاوة التمثيل للعضو (MRA) لدعمهم في واجباتهم الرسمية والتمثيلية في منطقتهم. يتم احتساب MRA على أساس ثلاثة مكونات: واحد للموظفين، وواحد لمصاريف المكتب الرسمية والآخر للبريد الرسمي أو الصريح. وبدل الموظفين هو نفسه لجميع الأعضاء، وتختلف بدلات المكتب والبريد بناءً على مسافة إقامة الأعضاء من واشنطن العاصمة، وتكلفة مساحة المكتب في منطقة العضو، وعدد العناوين غير التجارية في منطقتهم. وتُستخدم هذه المكونات الثلاثة لحساب MRA واحد يمكنه تمويل أي نفقات - على الرغم من احتساب كل مكون على حدة، يمكن استخدام بدل الصراحة لدفع نفقات الموظفين إذا اختار العضو ذلك. في عام 2011، بلغ متوسط هذا البدل 1.4 مليون دولار لكل عضو، وتراوحت من 1.35 دولار إلى 1.67 مليون دولار.
كان بدل الموظفين 944671 دولارًا لكل عضو في عام 2010، ولا يجوز لكل عضو توظيف أكثر من 18 موظفًا دائمًا. والحد الأقصى لراتب موظفي الأعضاء هو 168411 دولارًا أمريكيًا اعتبارًا من عام 2009.

### بدل السفر
يمكن دفع أجر لكل عضو منتخب وموظف واحد مقابل رحلة واحدة ذهابًا وإيابًا بين منزلهم في منطقة الكونجرس الخاصة بهم وواشنطن العاصمة للجلسات الحزبية التنظيمية.

## الضباط

### القيادة والحزبية
عندما يتم التحكم في الرئاسة ومجلس الشيوخ من قبل حزب مختلف عن الحزب الذي يسيطر على مجلس النواب، يمكن أن يصبح رئيس المجلس بحكم الأمر الواقع «زعيم المعارضة». وتشمل بعض الأمثلة البارزة تيب أونيل في الثمانينيات، وونيوت جينجريتش في التسعينيات، وجون بوينر في أوائل عام 2010، ونانسي بيلوسي في أواخر العقد الأول من القرن الحادي والعشرين، ومرة أخرى في أواخر عام 2010 وأوائل عام 2020. نظرًا لأن المتحدث هو مسؤول حزبي يتمتع بسلطة كبيرة للتحكم في أعمال مجلس النواب، فغالبًا ما يتم استخدام المنصب لميزة حزبية.
في الحالة التي يسيطر فيها حزب واحد على الرئاسة وكلا مجلسي النواب والشيوخ، فإن رئيس البرلمان عادة ما يكون بعيدًا عن الأضواء ويخضع للرئيس، وبالنسبة لهذا الموقف، يمكن لزعيم الأقلية في مجلس النواب أن يلعب دور «زعيم المعارضة» بحكم الأمر الواقع، أكثر من زعيم الأقلية في مجلس الشيوخ، نظرًا للطبيعة الأكثر حزبية لمجلس النواب والدور الأكبر للقيادة.

### مسؤولون غير أعضاء
يخدم في مجلس النواب العديد من المسؤولين غير الأعضاء، حيث أن رئيس مجلس النواب هو الكاتب، الذي يحتفظ بالسجلات العامة، ويعد الوثائق، ويشرف على صغار المسؤولين، بما في ذلك الصفحات حتى توقف صفحات مجلس النواب في عام 2011. يرأس الكاتب أيضًا مجلس النواب في بداية كل كونغرس جديد بانتظار انتخاب رئيس. موظف آخر هو المسؤول الإداري الأول، وهو المسؤول عن الدعم الإداري اليومي لمجلس النواب. وهذا يشمل كل شيء من كشوف المرتبات إلى خدمات الطعام.
تم إنشاء منصب المسؤول الإداري الأول (CAO) من قبل الكونجرس 104 بعد انتخابات منتصف المدة 1994، ليحل محل مناصب البواب ومدير الخدمات غير التشريعية والمالية، كما تولى المحقق المستشار بعض مسؤوليات خدمات المعلومات بمجلس النواب، والتي كانت تخضع في السابق لسيطرة مباشرة من قبل لجنة إدارة مجلس النواب، ثم برئاسة النائب تشارلي روز من نورث كارولينا، جنبًا إلى جنب مع «غرفة الطي» في مجلس النواب.
يقود القس المجلس في الصلاة عند افتتاح اليوم، ويعد الرقيب في السلاح كبير مسؤولي إنفاذ القانون في مجلس النواب ويحافظ على النظام والأمن في مباني المجلس.

## الوظائف التشريعية
يمكن تقديم معظم مشاريع القوانين في أي من مجلسي النواب والشيوخ. ومع ذلك ينص الدستور على أن «جميع مشاريع القوانين الخاصة بزيادة الإيرادات يجب أن تصدر من مجلس النواب»، ولا يمكن لمجلس الشيوخ أن يشرع في مشاريع قوانين تفرض الضرائب. يستند هذا الحكم الذي يحظر على مجلس الشيوخ تقديم مشاريع قوانين إيرادات إلى ممارسة البرلمان البريطاني، والتي بموجبها يمكن لمجلس العموم فقط إصدار مثل هذه الإجراءات. علاوة على ذلك تنص تقاليد الكونجرس على أن مجلس النواب هو من يصدر قانون الاعتمادات المالية.
موافقة مجلسي الشيوخ والنواب مطلوبة لكي يصبح مشروع القانون قانونًا، ويجب على كلا المجلسين تمرير نفس النسخة من مشروع القانون؛ وإذا كانت هناك اختلافات، فيمكن حلها من قبل لجنة المؤتمر، التي تضم أعضاء من كلا الهيئتين.
يجوز للرئيس استخدام حق النقض ضد مشروع قانون أقره مجلسا النواب والشيوخ، وإذا فعلوا ذلك، فلن يصبح مشروع القانون قانونًا ما لم يصوت كل مجلس بأغلبية ثلثي الأصوات لتجاوز حق النقض.

## الضوابط والتوازنات
ينص الدستور على أن «مشورة وموافقة» مجلس الشيوخ ضرورية للرئيس لإجراء التعيينات والتصديق على المعاهدات. وبالتالي فإن مجلس الشيوخ أقوى من مجلس النواب مع احتمال أن يقوم بإحباط التعيينات الرئاسية.
يخول الدستور مجلس النواب عزل المسؤولين الفيدراليين بتهمة «الخيانة والرشوة وغيرها من الجرائم والجنح الكبرى» ويمنح مجلس الشيوخ الصلاحيات لمحاكمة مثل هذه الاتهامات. يجوز لمجلس النواب الموافقة على «مواد العزل» بعد تأييد أغلبية الأصوات؛ ومع ذلك مجلس الشيوخ يتطلب موافقة ثلثي الأصوات للإدانة، حيث يُعْزَل المسؤول المُدان تلقائيًا من منصبه وقد يُسْتَبْعَدُ من تولي منصب في المستقبل في الولايات المتحدة. ولا يُسمح بأي عقوبة أخرى أثناء إجراءات الإقالة؛ ومع ذلك قد يواجه الحزب عقوبات جنائية في محكمة عادية.
في تاريخ الولايات المتحدة قام مجلس النواب بإقالة سبعة عشر مسؤولاً، أدين سبعة منهم، فيما استقال ريتشارد نيكسون بعد أن أقرت اللجنة القضائية في مجلس النواب مواد العزل وقبل اجتماع مجلس النواب بكامل هيئته للتصويت الرسمي.
عُزِلَ ثلاثة رؤساء فقط للولايات المتحدة وهم أندرو جونسون عام 1868، ووبيل كلينتون عام 1998، وودونالد ترامب في عام 2019. انتهت المحاكمات الثلاث بالبراءة.
بموجب التعديل الثاني عشر لدستور الولايات المتحدة، يتمتع مجلس النواب بسلطة انتخاب الرئيس إذا لم يحصل أي مرشح رئاسي على أغلبية الأصوات في المجمع الانتخابي، حيث يطلب التعديل الثاني عشر من مجلس النواب الاختيار من بين المرشحين الثلاثة الحاصلين على أعلى عدد من الأصوات الانتخابية، وينص الدستور على أن «الأصوات تؤخذ من قبل الولايات ويكون لممثلي كل ولاية صوت واحد». من النادر ألا يحصل أي مرشح رئاسي على أغلبية الأصوات الانتخابية.
ولم يحصل ذلك في تاريخ الولايات المتحدة إلا مرتان فقط أولهما في عام 1800 قبل اعتماد التعديل الثاني عشر، حيث انتخبت توماس جيفرسون. وفي عام 1824 انتخب المجلس جون كوينسي آدامز.

## أحدث نتائج الانتخابات والترتيب الحزبي الحالي

### المكانة الحالية
اعتبارًا من 27 أكتوبر 2020:
| 232      | 1 | 197    |
| ديمقراطي |   | جمهوري |

| الانتماء         | الانتماء         | أفراد | المندوبين / المقيمين مفوض (غير مصوت) | حالة الأغلبية |
| ---------------- | ---------------- | ----- | ------------------------------------ | ------------- |
|                  | ديمقراطي         | 232   | 3                                    | 23            |
|                  | جمهوري           | 197   | 2                                    | 26            |
|                  | ليبرتاري         | 1     | 0                                    | 0             |
| مستقل            | 0                | 1     | 0                                    |               |
|                  | شاغر             | 5     | 0                                    |               |
| المجموع          | المجموع          | 435   | 6                                    |               |
| الأغلبية         | الأغلبية         | 33    |                                      |               |
| الأغلبية العاملة | الأغلبية العاملة | 29    |                                      |               |

المصدر:

## روابط خارجية
- الموقع الرسمي

  - كاتب مجلس النواب
  - المكتب الإداري الرئيسي للدار
  - مكتب زعيم الأغلبية
  - مكتب رئيس مجلس النواب
  - القائمة الرسمية للأعضاء الحاليين
  - قواعد البيت
- المعلومات والمحفوظات التشريعية لمجلسي النواب والشيوخ الأمريكيين، عبر Congress.gov
- دليل السيرة الذاتية لكونجرس الولايات المتحدة، 1774 حتى الوقت الحاضر
- أصوات الأمة الجديدة: عودة الانتخابات الأمريكية 1787-1825
- قائمة كاملة قابلة للتنزيل لمعلومات الاتصال بممثل الولايات المتحدة، عبر AggData LLC]
- معلومات حول مشاريع القوانين والقرارات الصادرة عن الكونجرس الأمريكي